# Salasi
Salasi so bili galsko pleme, v železni in rimski dobi naseljeno v gornjem delu doline reke Dora Baltea blizu sedanje Doline Aoste.

## Ime
Polibij (2. stoletje pr. n. št.)  in Strabon (zgodnje 1. stoletje pr. n. št.) jih omenja kot dià Salassō̃n (διὰ Σαλασσῶν), Livij (pozno 1. stoletje pr. n. št.) kot Salassi, Plinij (1. stoletje n. št.) kot Salassos, Ptolemaj (2. stoletje n. št.) kot Salasíon (Σαλασίον) in Apijan (2. stoletje n. št.) kot Salassi.
Njihovo izvirno etnično ime ostaja nejasno. Če je keltsko, bi lahko izhajalo iz korena sal-, ki ima več možnih razlag, odvisnih od tvorjenja besede.

## Geografija
Salasi so živeli v gornji dolini reke  Dora Baltea, od koder so nadzirali alpska prelaza Mali in Veliki Sveti Bernard, pobirali cestnino in posedovali rudnike zlata in železa. Severno od njih so živeli Veragri, južno Jemeri in Tavrini, vzhodno Leponti, Montunati in Votodroni in zahodno Akitavoni. Po mnenju Katona Starejšega so spadali med Tavriske.

## Zgodovina
Leta 143 pr. n. št. je Salase podjarmila Klavdijeva rimska vojska. Rimska republika je prevzela bogata nahajališča zlata in okoli leta 100 pr. n. št. v Eporediji ustanovila svojo kolonijo, da bi prevzela nadzor nad Salasi in alpsko potjo v dolino Pada.
Odnosi Salasov z Rimljani niso bili vedno mirni. Strabon omenja, da so Salasi izropali zakladnico Julija Cezarja in metali kamenje na njegove legije, ker so utrjevale  ceste in gradile mostove. Leta 35 ali 34 pr. n. št. so se Rimljani ponovno odpravili na pohod proti Salasom. Pohod pod poveljstvom Antistija Veta ali Marka Valerija Mesala Korvina se je začel iz doline reke Isère. 
V zadnjem desetletju svoje svobode so bili Salasi in nekaj drugih plemen, podjarmljenih po letu 14 pr. n. št., skoraj edina  skupina v sredozemskem bazenu, ki ni bila pod rimsko oblastjo. Po bitki pri Akciju leta 31 pr. n. št. se je rimski svet združil pod enim samim vladarjem, cesarjem Avgustom, ki je zbral rimske sile proti preostalim  upornim ljudstvom.
Salase je dokončno porazil Avl Terencij Varo Murena leta 25 pr. n. št. in naslednje leto ustanovil kolonijo Augusta Praetoria (sedanja Aosta) s 3.000 naseljenci. Strabon omenja, da je bilo ubitih 2.000 Salasov, vse preživele, okoli 40.000 mož, žena in otrok, pa so Rimljani odpeljali v Eporedijo in prodali v suženjstvo. Nekaj Salasov je kljub temu preživelo. Napis, ki so ga odkrili blizu zahodnih vrat Augustae Praetoriae Salassorum, so "Salasi, ki so se že na samem začetku pridružili koloniji", leta 23 pr. n. št. posvetili cesarju Avgustu.